# Hydrovatus confertus
Hydrovatus confertus är en skalbaggsart som beskrevs av Sharp 1882. Hydrovatus confertus ingår i släktet Hydrovatus och familjen dykare. Inga underarter finns listade i Catalogue of Life.